# Henry Cole

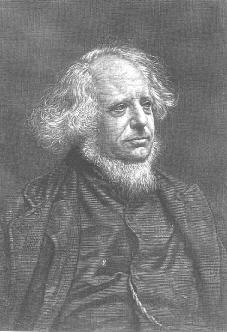
Portret van Henry Cole

Sir Henry Cole (15 juli 1808, Bath - 18 april 1882, Londen) was een Britse ambtenaar en ontwerper die aan de basis stond van vele innovaties in de industrie en het onderwijs in 19e-eeuws Engeland. Zo was hij in 1843 de eerste die een kerstkaart liet ontwerpen en drukken. Zo hoopte hij zijn kerstpost op een snelle en efficiënte manier te beantwoorden.
In 1851 was hij een van de verantwoordelijken van de Great Exhibition in het Crystal Palace te Londen. Hij was de stichtende directeur van het South Kensington Museum, een educatief museum dat opgericht was om het verband aan te tonen tussen kunst, "Art en Design", en kunstnijverheid, "Craft en Technology" (dit is nu het Victoria and Albert Museum). Cole was een van de grondleggers in de ontwikkeling van industrieel design.

## Voetnoten
1. ↑  Smithsonian Magazine Newsletter 4 dec. 2020
2. ↑  'Sir Henry Cole', Mapping the Practice and Profession of Sculpture in Britain and Ireland 1851-1951, University of Glasgow History of Art and HATII, online database 2011, geraadpleegd 14/01/2012. Gearchiveerd op 1 december 2022.

- Bibliothèque nationale de France: cb10686232g (data)
- Gemeinsame Normdatei: 117692271
- International Standard Name Identifier: 0000 0001 0918 1467
- Library of Congress Control Number: n83184881
- Bibliotheek van het Japanse parlement: 00919815
- Nationale bibliotheek van Australië: 35029575
- Nationale Bibliotheek van Israël: 987007275616005171
- Nederlandse Thesaurus van Auteursnamen: 262046199
- PIC: 12987
- RKD-Nederlands Instituut voor Kunstgeschiedenis: 383497
- LIBRIS: 221904
- SNAC: w62r49ns
- Système universitaire de documentation: 078007615
- Museum of New Zealand Te Papa Tongarewa: 56334
- Trove: 802795
- Union List of Artist Names: 500018598
- Virtual International Authority File: 77099905
- WorldCat: E39PBJxWMKwyJWJXPV9MJYGrbd